# Cheval au Paraguay
Le cheval au Paraguay (espagnol : caballo) est surtout destiné au travail avec le bétail. Le Criollo paraguayen constitue la variété locale de chevaux destinés à ces activités.

## Histoire
Le cheptel de chevaux paraguayen doit son existence au cheval colonial espagnol, amené vers les Amériques en transitant par les Caraïbes.
D'après Emilio Solanet (1946), le Criollo paraguayen est probablement arrivé en 1541 avec les juments de l'expédition d'Álvar Núñez Cabeza de Vaca à travers l'Atlantique, et dans les États de Santa Catalina et de Paraná au Brésil. Des animaux sont également arrivés de Charcas del Perú, et quelques chevaux introduits à Buenos Aires par Mendoza ont probablement gagné le Paraguay par Asuncion,.

## Pratiques et usages

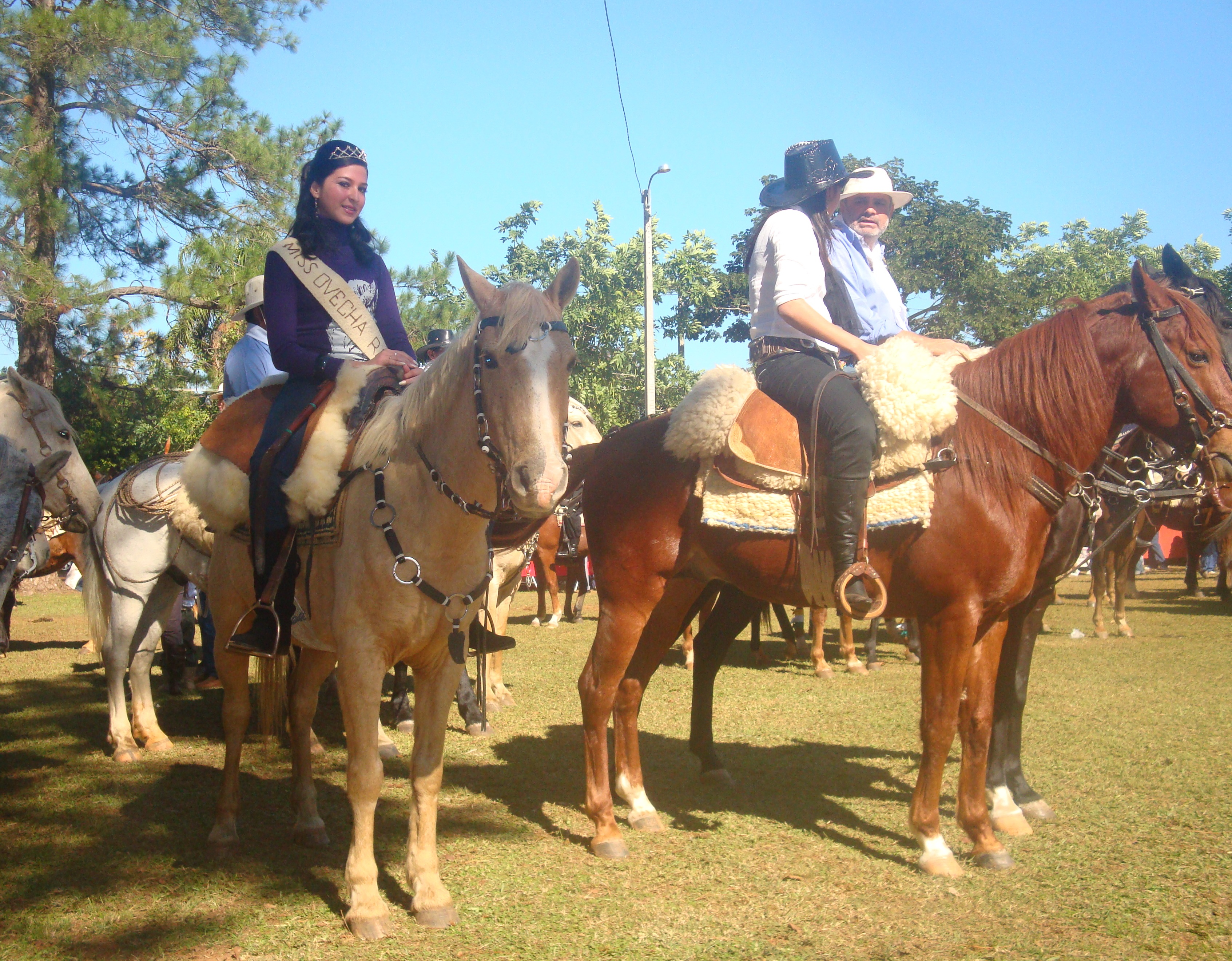
Cavalière et cavaliers du Paraguay.

Les pratiques équestres sont essentiellement liées au travail avec le bétail.

## Élevage
La base de données DAD-IS répertorie douze races de chevaux élevées au Paraguay, toutes localement adaptées ou importées vers ce pays.
Le stud-book du Criollo paraguayen est ouvert aux échanges avec d'autres reproducteurs de cette race dans les pays d'Amérique du Sud. 

### Maladies et parasitisme
Le Paraguay n'est pas considéré comme un pays particulièrement à risque de trypanosomes, d'après une étude conduite en 2022. Cependant, la prévalence de Trypanosoma vivax est élevée.

## Culture
Bien que les origines de cette application particulière du Paraguay soient apocryphes, le terme cavalo paraguaio (« cheval paraguayen ») est souvent appliqué aux équipes de football qui gagnent de manière inattendue au début d'un tournoi, puis s'autodétruisent. 